# Список кардиналов, возведённых папой римским Климентом XII

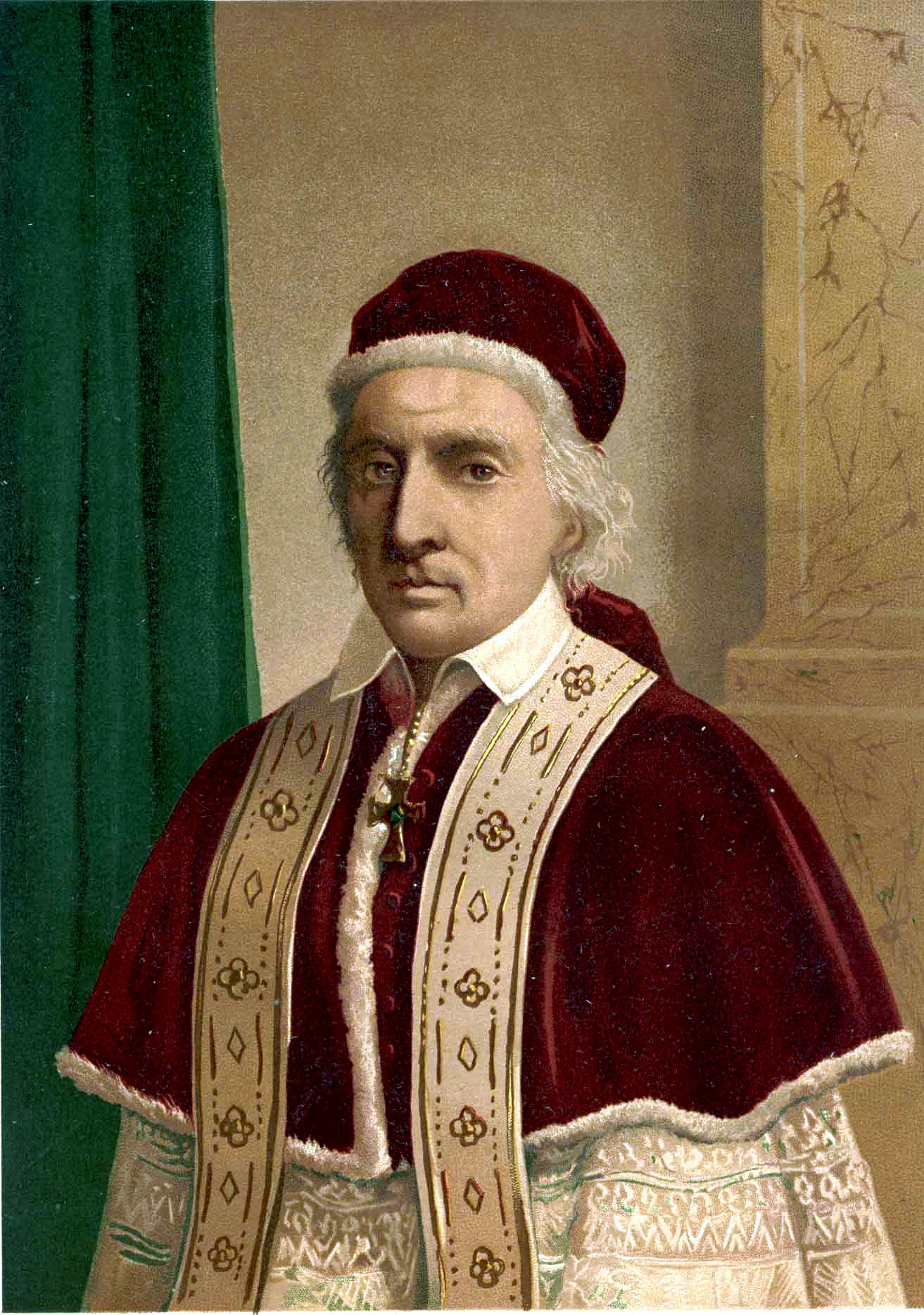
Папа Климент XII

Кардиналы, возведённые Папой римским Климентом XII — 35 прелатов и клириков были возведены в сан кардинала на пятнадцати Консисториях за девять с половиной лет понтификата Климента XII.
Самой крупной консисторией была Консистория от 20 декабря 1737 года, на которой было возведено семь кардиналов.

## Консистория от 14 августа 1730 года
- Нери Мария Корсини, апостольский протонотарий, секретарь мемориальных дат, племянник Папы Климента XII (Папская область).

## Консистория от 2 октября 1730 года
- Алессандро Альдобрандини, титулярный архиепископ Родоса, апостольский нунций в Испании (Папская область);
- Джироламо Гримальди, титулярный архиепископ Эдессы (Папская область);
- Бартоломео Массеи, титулярный архиепископ Афин, апостольский нунций во Франции (Папская область);
- Бартоломео Русполи, апостольский протонотарий, секретарь Священной Конгрегации Пропаганды Веры (Папская область).

## Консистория от 24 сентября 1731 года
- Винченцо Бики, титулярный архиепископ Лаодикеи, бывший апостольский нунций в Португалии (Папская область);
- Синибальдо Дориа, архиепископ Беневенто, бывший префект Дома Его Святейшества (Папская область);
- Джузеппе Фиррао иль Веккьо, архиепископ-епископ Аверсы, бывший апостольский нунций в Португалии (Папская область);
- Антонио Саверио Джентили, титулярный архиепископ Петры, датарий Его Святейшества (Папская область);
- Джованни Антонио Гуаданьи, O.C.D., епископ Ареццо (Великое герцогство Тосканское).

## Консистория от 1 октября 1732 года
- Трояно Аквавива д’Арагона, титулярный архиепископ Лариссы, префект Апостольского дворца (Папская область);
- Агапито Моска, клирик Апостольской Палаты (Папская область).

## Консистория от 2 марта 1733 года
- Доменико Ривьера, апостольский протонотарий, секретарь Священной Конгрегации Священной Консульты (Папская область).

## Консистория от 28 сентября 1733 года
- Марчелло Пассери, титулярный архиепископ Назианза, аудитор Его Святейшества (Папская область);
- Джованни Баттиста Спинола, губернатор Рима и вице-камерленго Святой Римской Церкви (Папская область).

## Консистория от 24 марта 1734 года
- Помпео Альдрованди, титулярный латинский патриарх Иерусалимский, губернатор Рима и вице-камерленго Святой Римской Церкви (Папская область);
- Серафино Ченчи, архиепископ Беневенто (Папская область);
- Пьетро Мария Пьери, O.S.M., генеральный приор своего ордена (Папская область);
- Джакомо Ланфредини, секретарь Священной Конгрегации Тридентского собора (Папская область).

## Консистория от 17 января 1735 года
- Джузеппе Спинелли, архиепископ Неаполя (Неаполитанское королевство).

## Консистория от 19 декабря 1735 года
- Луис Антонио Хайме, инфант Испанский, сын короля Испании Филиппа V (Испания).

## Консистория от 20 декабря 1737 года
- Томаш де Алмейда, патриарх Западного Лиссабона (Португалия);
- Анри-Осваль де Латур д’Овернь де Буйон, архиепископ Вьенна (Франция);
- Йозеф Доминикус фон Ламберг, князь-епископ Пассау (Пассауское епископство);
- Гаспар де Молина-и-Овьедо, O.E.S.A., епископ Малаги (Испания);
- Ян Александер Липский, епископ Кракова (Речь Посполитая);
- Райньеро д’Эльчи, титулярный архиепископ Родоса, апостольский нунций во Франции (Папская область);
- Карло Реццонико старший, аудитор Трибунала Священной Римской Роты (Папская область).

## Консистория от 23 июня 1738 года
- Доменико Сильвио Пассионеи, титулярный архиепископ Эфеса, апостольский нунций в Австрии (Папская область).

## Консистория от 19 декабря 1738 года
- Сильвио Валенти Гонзага, титулярный архиепископ Никеи, апостольский нунций в Испании (Папская область).

## Консистория от 23 февраля 1739 года
- Карло Гаэтано Стампа, архиепископ Милана (Миланское герцогство);
- Пьер Герен де Тансен, архиепископ Амбрёна (Франция).

## Консистория от 15 июля 1739 года
- Марчеллино Корио, губернатор Рима и вице-камерленго Святой Римской Церкви (Папская область).

## Консистория от 30 сентября 1739 года
- Просперо Колонна, аудитор Апостольской Палаты (Папская область);
- Карло Мария Сакрипанте, генеральный казначей Апостольской Палаты (Папская область).